# Le Carbet

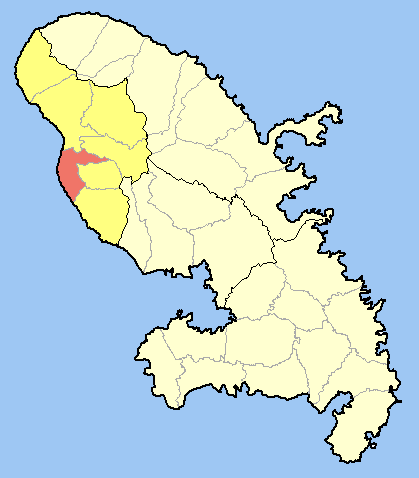
Situació de Le Carbet

Le Carbet és un municipi francès, situat a l'illa de Martinica. El 2009 tenia 3.716 habitants. Es troba entre Fort-de-France i Saint-Pierre a la costa del Carib.

## Geografia
La ciutat que una vegada va ser limitada pels cinc "Pitons" Carbet: Piton Lacroix, Piton de l'Ànima, Dumauzé Piton, Piton Boucher, Morne Piquet. La grandària de Le Carbet, va canviar amb el temps. De fet, arran de les reclamacions de la independència d'un dels seus barris, Le Morne-Vert, que va obtenir la seva independència en 1949, convertint-se en una ciutat plena (el 10 de febrer, 1949).
El massís se segueix anomenant "Bluff Carbet" No obstant això, avui la ciutat de LeMorne-Vert està vorejant els seus costats.

## Història
El 15 de juny de 1502 Le Carbet fou el lloc d'arribada en l'illa de Cristòfor Colom. Per sobre de tot, aquí és on va començar la colonització de Martinica, amb l'arribada al setembre de 1635, un grup d'aventurers liderats pel francès filibuster Pierre Belain de la Esnambuc.

## Demografia
|  | 3.364 | 3.128 | 2.711 | 3.014 | 3.315 | 3.673 |  |  |  |  |  |  |  |  |  |  |
|  |       |       |       |       |       |       |  |  |  |  |  |  |  |  |  |  |

## Administració
| Període | Identitat           | Partit |
| ------- | ------------------- | ------ |
| 2008-   | Jean-Claude Ecanvil | PPM    |

## Personatges il·lustres
- Darling Légitimus